# Czołpino
Czołpino est une localité polonaise de la gmina rurale de Smołdzino située dans le powiat de Słupsk en voïvodie de Poméranie. Elle se trouve à environ 25 km au nord-est de Słupsk et 98 km à l'ouest de la capitale régionale Gdańsk.

## Géographie

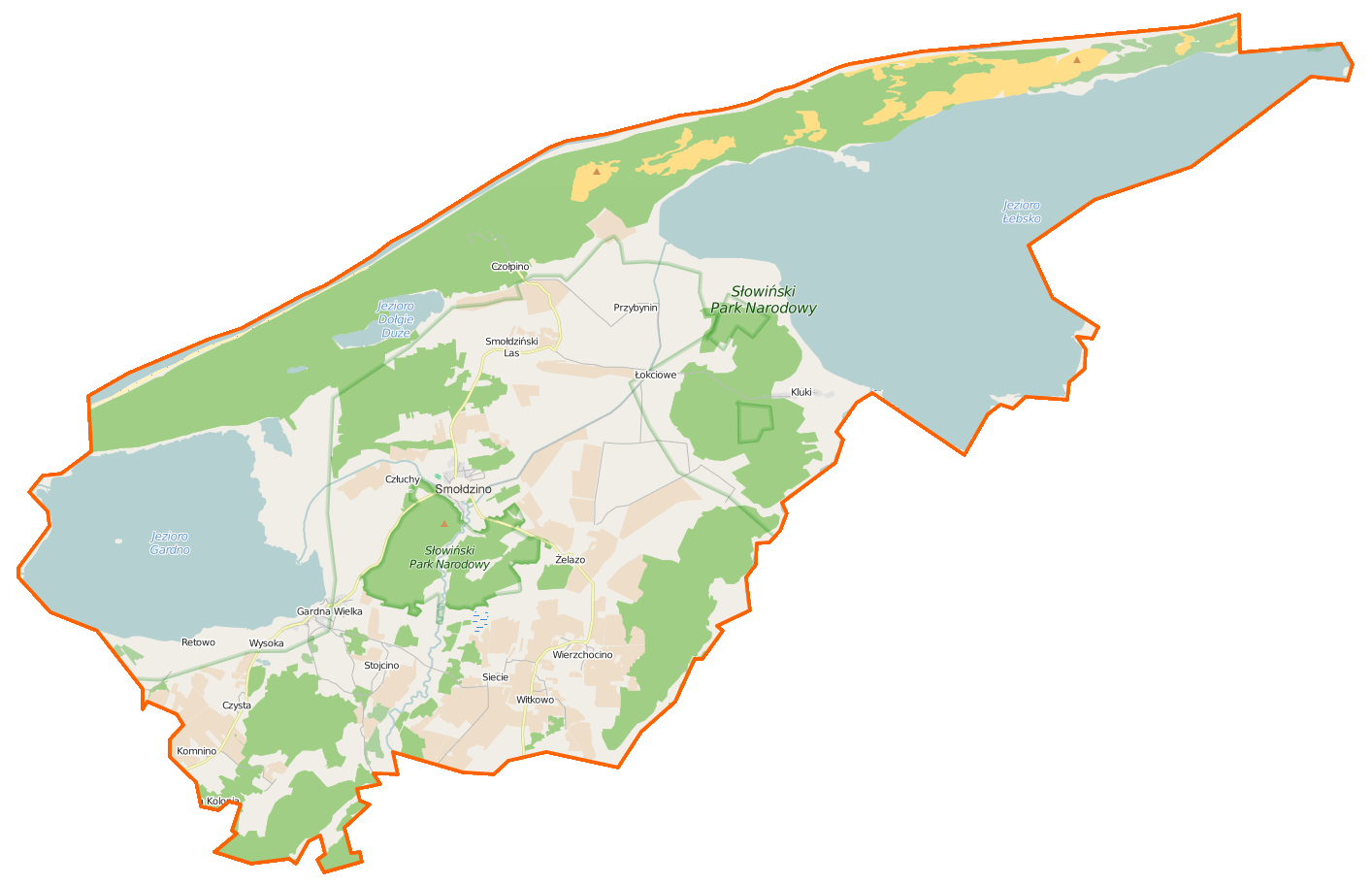
Carte de la gmina de Smołdzino.